# Else Fischer-Hansen
Else Fischer-Hansen (29. april 1905 – 30. maj 1996) var en dansk maler, der specialiserede sig i abstrakte værker bestående af et par stærke farver på en lys baggrund.
Else Fischer-Hansen blev født i København og er datter af grosserer Holger Knud Hansen (1874-1931) og Anna Sofie Andrea Fischer (1874-1951), hun fandt først ud af, at hun gerne ville male da hun nåede tyverne. Hun tilbragte et år på Emil Rannows malerskole i København (1927-1928), før hun rejste til Italien for at studere maleri. Hun gik på croquisskole i Nice. I 1929 blev hendes malerier accepteret på Kunstnernes Efterårsudstilling.